# 贡萨洛·佩利亚特
贡萨洛·佩利亚特（1992年8月12日—）是一名阿根廷曲棍球運動員，曾代表國家參加2012年倫敦奧運的男子曲棍球比賽，並未獲得獎牌。